# Luca Bertelli
Luca Bertelli (Venezia, 1550 – 1580) è stato un tipografo italiano.
Abile stampatore, riprodusse quadri dei più grandi geni rinascimentali, come Michelangelo e Tiziano Vecellio. Faceva parte della famiglia che espresse anche gli incisori Ferrando Bertelli e Cristofano Bertelli.